# Liste der Monuments historiques in Meillonnas
Die Liste der Monuments historiques in Meillonnas führt die Monuments historiques in der französischen Gemeinde Meillonnas auf.

## Liste der Bauwerke
| Bezeichnung    | Beschreibung                  | Standort                            | Kennzeichnung | Schutzstatus | Datum | Bild           |
| -------------- | ----------------------------- | ----------------------------------- | ------------- | ------------ | ----- | -------------- |
| Schloss        | Erbaut ab dem 16. Jahrhundert | Rue de l’Ancienne-Faïencerie (Lage) | PA01000023    | Inscrit      | 2007  | weitere Bilder |
| Kirche St-Oyen | Erbaut ab dem 14. Jahrhundert | (Lage)                              | PA01000008    | Classé       | 2002  | weitere Bilder |

## Liste der Objekte
- Monuments historiques (Objekte) in Meillonnas in der Base Palissy des französischen Kultusministeriums